# Коџи (Муромачи период)
Коџи (弘治) је јапанска ера (ненко) која је настала после Тенбун и пре Еироку ере. Временски је трајала од октобра 1555. до фебруара 1558. године и припадала је Муромачи периоду. Владајући цареви били су Го Нара и Огимачи.

## Важнији догађаји Коџи ере
- 1555. (Коџи 1, први месец): Рат око граница између Морија Мотонарија, даимјоа провинције Аки Суа Харутаке, даимјоа провинције Су.[3]
- 1555. (Коџи 1, једанаести месец): Снаге Мори клана опколиле су снаге провинције Су у бици код Ицукушиме. Када је исход битке постао јасан, Суе Харутака, заједно са Одомо но Јошинагом и другима, извршавају самоубиство. Успех Мори клана приписан је четворици Мотонаријевих синова. Они су: Мори Такамото, Кикава Мотохару, Хода Мотокијо и Кобајакава Такакаге.[3]
- 1555. (Коџи 1): Снаге Такеде Шингена и Уесуги Кеншина сусреле су се у провинцији Шинано и започета је борба касније поната као битка код Каванакаџиме.[4]
- 1556. (Коџи 2): Рудник сребра Омори, пао је у руке Мори клана током кампање у провинцији Ивами.[5]
- 27. септембар 1557. (Коџи 3, пети дан деветог месеца): Цар Го Нара умире у 62 години.[3]